# ريشة في قبعتها (فلم 1935)
ريشة في قبعتها (بالإنجليزية: A Feather in Her Hat) فيلم دراما أنتج عام 1935، وهو فيلم مقتبس عن رواية تحمل نفس الاسم للروائية ايدا اليكسا روز وايلي، أخرج الفيلم ألفريد سانتيل ولعب دور بطولته الممثل باسل راثبون، والممثلة بولين لورد.

## قصة الفيلم
يحكي الفيلم قصة أم بلغت بها أمومتها المفرطة أن تخبر ابنها بأنها ليست أمه، حتى يتمكن ابنها من الخروج من بيئته الفقيرة، يخرج الابن ويصبح كاتبا مسرحيا، وتساعده أمه في إنتاج أول مسرحياته ببيع متجرها، وفي نهاية الفيلم تخبره بالحقيقة.

## روابط خارجية
- مقالات تستعمل روابط فنية بلا صلة مع ويكي بيانات